# Tecomán
Tecomán – miasto i siedziba gminy o tej samej nazwie w Meksyku, w stanie Colima. Leży około 50 km na południe od stolicy stanu miasta Colima. W 2005 roku miasto liczyło 76 166 mieszkańców, natomiast gmina 98 150. Region jest znany z dużej produkcji rolniczej oraz walorów turystycznych.

## Gospodarka
Działalność koncentruje się głównie wokół:
- Rolnictwo – prod. roślinna: cytryny, orzechy kokosowe, mandarynki, mango i banany
- Rolnictwo – prod. zwierzęca: bydło, trzoda chlewna, owce, kozy i pszczelarstwo
- Przemysł: przetwórstwo cytryn i orzechów kokosowych
- Wydobywczy: dolomity, wapień, srebro